# Macroderma gigas
Macroderma gigas, или призрачен прилеп, е вид бозайник от семейство Megadermatidae. Той е световно застрашен, със статут Уязвим.

## Разпространение
Видът е австралийски ендемит и се среща в Западна Австралия, Куинсланд и Северна територия и няколко малки крайбрежни острови, прилежащи на щатите във влажните вечнозелени или в някои сухи гори.

## Описание
Видът е характеризиран за първи път от Добсон през 1880 г. Прилепът се храни с насекоми, малки гушери, жаби, птици и мишки. Активен е предимно нощем и спи в пещери и мини с таван над 2 м. През размножиелния сезон (април-август) се образуват колониални стрпвания от около 400 индивида. Раждат единичнопотомство през септември и ноември.